# ژینکو ۸۵۱۹۷
سیارک ۸۵۱۹۷ (به انگلیسی: 85197 Ginkgo، نامگذاری:1991TG5) هشتاد و پنج هزار و صد و نود و هفتمین سیارک کشف شده‌است که در ۵ اکتبر ۱۹۹۱ کشف شد.